# Bataille du cap Saint-Vincent (1681)
Pour les articles homonymes, voir Bataille du cap Saint-Vincent.
guerre hispano-brandebourgeoise (1680-1682)
La bataille du cap Saint-Vincent est une bataille navale livrée au large du cap Saint-Vincent (Portugal), le 30 septembre 1681, lors du conflit naval qui oppose le Brandebourg à l'Espagne (1680-1682).

## La bataille
Pays belligérant, allié à l'Espagne, aux Provinces-Unies et au Danemark et opposé à la France et à la Suède pendant la guerre de Hollande et son conflit connexe, la guerre de Scanie, le Brandebourg espérait voir son effort de guerre financé pour partie par l'Espagne, comme elle s'y était engagée. La paix venue, cette nation totalement exsangue, n'est pas en mesure d'honorer ses engagements qui s'élèvent à la somme de 1 800 000 thalers. Le souverain du Brandebourg, l'électeur Frédéric Guillaume (1620-1688), refuse de renoncer à cette somme et, puisque l'Espagne ne veut pas ou ne peut pas payer, il décide d'attaquer son commerce maritime. Il envoie donc à cette fin une escadre dans la Manche en 1680. La flotte brandebourgeoise, composée de 7 vaisseaux, s'empare de la frégate espagnole Carolus II, le 18 septembre 1680. La prise est ramenée au port de Pillau par une partie de l'escadre, le reste des bâtiments cinglant pour les Antilles avec l'espoir de s'emparer des convois d'or espagnols. 
Très satisfait par ces débuts prometteurs, l'électeur envoie en 1681, une nouvelle flotte dans la Manche. Celle-ci se compose de six vaisseaux, totalisant 102 canons. Thomas Alders (de), son chef, estime que la Manche n'est pas un terrain de chasse propice et il emmène son escadre au sud, le long des côtes du Portugal, afin d'essayer d'intercepter un convoi d'or en provenance des colonies ibériques d'Amérique du Sud. Le 30 septembre, alors que ses navires croisent au large du cap Saint-Vincent, il aperçoit à l'horizon une dizaine de voiles. Persuadé qu'il s'agit du convoi espéré, Alders passe à l'attaque. Mal lui en prend : en effet, il se rue sur une division de bâtiments de guerre espagnols, commandée par le marquis de Villafiel et composée de 12 vaisseaux et de 3 brûlots, qui était précisément à sa recherche. Après deux heures de combat, les Brandebourgeois, qui ont dix tués et une trentaine de blessés, sont mis en déroute. Ils se replient vers le port portugais de Lagos, où, à l'abri des canons espagnols, ils peuvent réparer les avaries subies par leurs navires, tandis que la flotte de l'or convoitée arrive dans les parages au même moment et atteint Cadix sans encombre.
Cette bataille est la première livrée en haute mer par la marine brandebourgeoise

## Navires engagés
- Brandebourg:
  - Markgraf von Brandenburg, ex Carolus Secundus, frégate, 28 canons
  - Rother Löwe, 20 canons
  - Fuchs, 20 canons
  - Einhorn, 12 canons
  - Princess Maria, 12 canons
  - Wasserhund, 10 canons

- Espagne:
  - 12 navires de guerre
  - 3 brûlots